# XXXII Festival Internacional de la Canción de Viña del Mar
El XXXII Festival de la Canción de Viña del Mar o simplemente  Viña '91, se realizó del 5 al 10 de febrero de 1991 en el anfiteatro de la Quinta Vergara, en Viña del Mar, Chile. Fue transmitido por Televisión Nacional de Chile y animado por Antonio Vodanovic y Paulina Nin de Cardona y también el primero realizado en democracia desde 1973.

## Desarrollo

### Día 1 (martes 5)
- Chayanne
- Myriam Hernández
- Congreso
- Álvaro Torres
- Angélica
- Faith No More

### Día 2 (miércoles 6)
- Francis Lalanne
- Andrea del Boca
- Palta Meléndez (humor)
- Yuri
- Ricardo Montaner
- Faith No More

### Día 3 (jueves 7)
- Miguel Mateos
- José Luis "Puma" Rodríguez
- Myriam Hernández
- Hermogenes Conache (humor)
- Armando Manzanero
- Luis Mariano

### Día 4 (viernes 8)
- Los Prisioneros
- Marcos “Charola” Pizarro (humor)
- Chayanne
- Yuri
- Ennio Sangiusto (it)
- Francis Lalanne

### Día 5 (sábado 9)
- Juan Luis Guerra y 4:40
- Ganadores de Olmué
- Ricardo Montaner
- Paulo Iglesias (humor)
- Que Pasa
- Miguel Mateos
- Eduardo Gatti
- Osvaldo Díaz

### Día 6 (domingo 10)
- José Luis "Puma" Rodríguez
- / Martika
- Los Prisioneros
- Angélica
- Juan Luis Guerra y 4:40

## Jurado internacional
- Armando Manzanero (Presidente del Jurado)
- Martika
- Ariel Ramírez
- Andrea del Boca
- Álvaro Torres
- Jaime De Aguirre
- Ennio Sangiusto
- Angélica
- Osvaldo Díaz
- Jorge Fonseca "Que Pasa"

## Anécdotas y polémicas
- En ese festival se reemplaza el "Aplausómetro" por la "Gaviota de la Paz", con motivo de la Guerra del Golfo.
- Otra polémica la protagonizó Martika, debido a que la fecha de su actuación fue cambiada a última hora para evitar que coincidiera con el representante de Cuba en la competencia internacional (Martika es hija de cubanos emigrados).
- El tema que representó a Cuba fue compuesto por Silvio Rodríguez.[1]
- Con el retorno de la democracia, Los Prisioneros pudieron actuar por primera vez en el festival (habían sido vetados en 1987). Como curiosidad, se presentaron en dos de las seis noches del certamen, situación reservada sólo a los artistas extranjeros.
- El cantante venezolano Jose Luis Rodríguez pidió "permiso" al cantante salvadoreño Álvaro Torres para interpretar su canción "De punta a punta", con la que anteriormente Torres había debutado para la primera noche del Festival.
- La animadora Paulina Nin sorprendió por "rapear" en la presentación del grupo Qué Pasa.
- Debido a la exitosa presentación de Xuxa en el festival anterior, se intentó que la cantante brasileña coanimara el festival. Sin embargo, debido a compromisos agendados en los Estados Unidos y en México de la artista, es reemplazada por Angélica, también animadora infantil en Brasil, la cual no pudo repetir el éxito anterior de su coterranea.[2]

## Canción oficial
Tras casi nueve años de imponerse el himno "Viña es un festival" durante los últimos años de la dictadura militar, ésta fue sustituida en la primera edición en democracia por una canción de estilo rock con ligeros toques jazzísticos, "Canta el mundo en Viña del Mar". Este fue el tema oficial del festival hasta el fin de la concesión de TVN, que ocurrió en la última noche del festival de 1993.

## Competencias
Internacional:
- 1.er lugar:  Chile, Tira la primera piedra, de Edgardo Riquelme y Sergio Bravo, interpretada por Javiera Parra y Pedro Foncea.
- 2.° lugar:  Israel, Morning love, interpretada por Shlomit Aharon.
- 3.er lugar:  Checoslovaquia, África está dentro de nosotros, interpretada por Vaso Patejdl.

Folclórica:
- 1.er lugar: De chingana, interpretada por Héctor "Titín" Molina.[4]